# Tit Quinti Pennus Cincinnat
Tit Quinti Pennus Cincinnat (en llatí: Titus Quinctius L. f. L. n. Pennus Cincinnatus) va ser un magistrat romà. Era fill de Cincinnat i gendre d'Aulus Postumi Tubert. Formava part de la gens Quíntia i era de la família dels Cincinnats.
Va ser elegit cònsol l'any 431 aC. En aquest any els eques i els volscs van tornar a atacar a Roma i van acampar al Mont Àlgid. Cincinnat i el seu col·lega en el càrrec, Gai Juli Mentó, estaven mal avinguts, cosa que va preocupar al senat. El perill era important i el senat va decidir nomenar un dictador, però els cònsols van mostrar forta oposició. Els tribuns de la plebs van sostenir la proposta i finalment Cincinnat va nomenar dictador al seu sogre Postumi Tubert. Amb dos exèrcits separats, Cincinnat i Postumi van derrotar els eques i volscs.
Cincinnat va ser altre cop cònsol l'any 428 aC i tribú amb potestat consolar el 426 aC. Aquest darrer any, amb dos col·legues va dirigir la lluita contra Veïs i Fidenes, en la que Fidenes es va aliar una vegada més amb Veïs, però la ciutat va ser altre cop ocupada per Tit Quint Cincinnat que la va incendiar i va vendre els habitants com a esclaus. Pel seu mal comportament en la lluita contra Veïs va ser portat a judici, però es va considerar el seu bon servei amb el dictador Postumi i va ser absolt.